# August Conradi
August Conradi (27. juni 1821 – 26. maj 1873) var en tysk komponist.
Conradi var oprindelig organist i Berlin, men tog senere stilling som kapelmester i forskellige provinsbyer, indtil han 1856 atter kom til Berlin, hvor han havde ansættelse som kapelmester ved de folkelige scener som Krolls etablissement, Viktoria- og Wallner teater.
Conradi havde fra ungdommen komponeret symfonier og operaer af værdi; men efterhånden beskæftigede han sig særlig med at komponere musik til farcer (Possen) og vaudeviller, der skaffede ham en mere øjeblikkelig popularitet.